# 八點全員集合
《八點全員集合》（8時だョ!全員集合），常簡稱為《全員集合》，是日本TBS電視台在1969年10月4日至1985年9月28日每週六晚上8:00至8:54播出的綜藝節目，由音樂、搞笑團體漂流者樂團（ザ・ドリフターズ）主持與主演，內容包含了搞笑短劇演出與特別來賓的歌唱表演。除了節目本身被認為是日本綜藝節目的重要代表作品之外，也捧紅了加藤茶、高木胖、仲本工事、志村健（志村けん）等幾位之後在日本綜藝界佔有相當地位的漂流者樂團成員。
台灣播映權由緯來電視網率先購得，緯來日本台播出時中文譯名定為《志村全員大爆笑》。